# Устав Јужног Судана
Устав Јужног Судана (енгл. Transitional Constitution of the Republic of South Sudan) је највиши правни акт те државе. Заменио је прелазни Устав Аутономног региона из 2005. године. Установљен је у априлу 2011. године одлуком Уставног комитета, усвојен је 7. јула одлуком Парламента, а ступио је на снагу 9. јула након потписивања председника Салве Кира Мајардита.

## Одредбе
Устав Јужног Судана установио је независност извршне, законодавне и судске власти. Извршна власт припада Влади Јужног Судана, чији председник је уједно и председник државе и главнокомандујући војних снага. Законодавна власт поверена је Већу вилајета и Парламенту. Држава је дефинисаван као савезна парламентарна република са двовомним системом.